# Ecnomus oriomo
Ecnomus oriomo är en nattsländeart som beskrevs av Cartwright 1998. Ecnomus oriomo ingår i släktet Ecnomus och familjen trattnattsländor. Inga underarter finns listade i Catalogue of Life.